# Gustav Adolfsdagen
Gustav Adolfsdagen är en temadag som firas den 6 november till minne av Gustav II Adolfs dödsdag 1632, och är allmän flaggdag i Sverige, Finland och Estland[källa behövs] Gustav II Adolf stupade i slaget vid Lützen, vilket inträffade den 6 november enligt den julianska kalendern. 
Enligt den gregorianska kalendern var datumet den 16 november, men den kalendern började användas i Sverige först 1753.
Dagen har firats sedan början av 1800-talet och är fortfarande populär i Göteborg, där man hyllar sin grundare genom att äta Gustav Adolfsbakelser, och i Uppsala, där studenterna högtidlighåller minnet av Gustav Adolfs död samt hans mycket generösa gåva till universitetet. Detta sker främst genom hyllningen vid obelisken där Allmänna Sången sjunger. Efteråt brukar det ordnas en enklare sammankomst med föredrag. 
I Lund hedras i november varje år Gustav II Adolf med Gustavadolfsbalen, arrangerad av Göteborgs nation. GA-balen, som festen också kallas, går av stapeln i AF-borgen. 
Även på en stor del gymnasieskolor och andra grundskolor runtom i Sverige firas dagen. På Lundsbergs skola i Värmland firas minnet av kungen på Gustav Adolfsdagen genom att en pjäs spelar upp slaget vid Lützen. 
Dagen firas också i Finland under namnet Svenska dagen, men då mera som en samlande dag för svenska språket i Finland.